# Eucalyptus sabulosa
Eucalyptus sabulosa är en myrtenväxtart som beskrevs av K. Rule. Eucalyptus sabulosa ingår i släktet Eucalyptus och familjen myrtenväxter. Inga underarter finns listade i Catalogue of Life.